# 魯比多 (加利福尼亞州)
魯比多（英語：Rubidoux）是位於美國加利福尼亞州河濱縣的一個人口普查指定地區。

## 地理
魯比多的座標為33°59′45″N 117°25′06″W / 33.99583°N 117.41833°W，而該地最高點為海拔高度236米（即774英尺）。

## 人口
根據2010年美國人口普查的數據，魯比多的面積為25.757平方千米，當中陸地面積為25.217平方千米，而水域面積為0.540平方千米。當地共有人口34280人，而人口密度為每平方千米1,330人。